# Jules Bastide (homme politique, 1800-1879)
Pour les articles homonymes, voir Jules Bastide et Bastide.
Jules Bastide, né à Paris le 21 novembre 1800 et mort dans la même ville le 2 mars 1879, est un homme politique français. Il prit une part active aux luttes du libéralisme contre la Restauration, et du républicanisme contre la monarchie de Juillet. Il devint en 1848 membre de l'Assemblée nationale et ministre des affaires étrangères, mais se retira de la vie politique après l'élection présidentielle de Louis-Napoléon Bonaparte en décembre 1848.

## Premières années
Fils d'un agent d'affaires parisien, il suivit sa scolarité au lycée Henri IV, puis fit du droit et commença à travailler dans le commerce.
Libéral ardent, affilié aux sociétés secrètes, notamment au carbonarisme, il combattit le gouvernement de Charles X et participa à son renversement en 1830. Lors de la révolution de 1830, il aurait été le premier à faire flotter le drapeau tricolore sur les Tuileries. Le maintien du régime monarchique dit de la monarchie de Juillet au profit du roi Louis-Philippe ne pouvant le satisfaire, il resta dans l'opposition, se fit élire commandant en chef de la Légion de l'artillerie de la garde nationale et conspira activement contre le pouvoir. Impliqué dans l'insurrection de Grenoble en mars 1832, il fut acquitté, mais fut condamné à mort quelques semaines plus tard pour sa participation à l'émeute qui suivit les funérailles du général Lamarque le 5 juin 1832. Évadé et réfugié à Londres pendant deux ans, il put finalement revenir à Paris et y être acquitté.
Il reprit sa participation à la vie politique en entrant à la rédaction du journal Le National, et dirigea ce journal, après la mort d'Armand Carrel. Mais Jules Bastide étant demeuré attaché aux principes du christianisme, des dissensions apparurent avec ses collaborateurs libres-penseurs comme Armand Marrast. En 1846, il quitta ses fonctions et commença à collaborer avec Philippe Buchez à La Revue nationale, où ses opinions personnelles étaient mieux admises.

## Représentant du peuple et ministre des Affaires étrangères en 1848

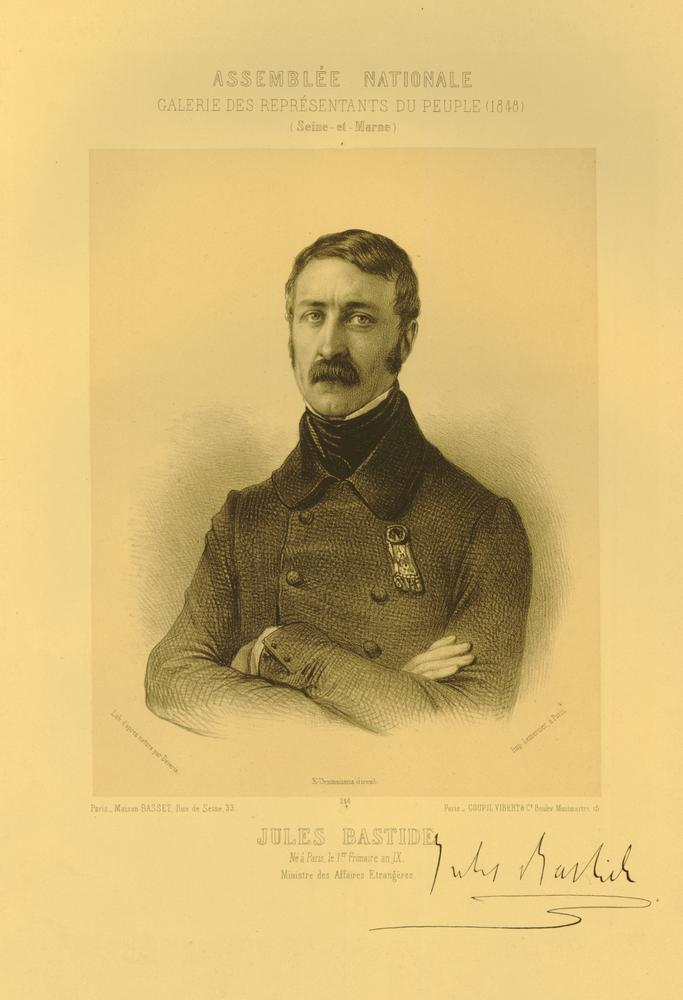
Jules Bastide

Après la Révolution de février 1848, il se présenta aux élections à l'Assemblée constituante du 23 avril 1848 avec l'étiquette de républicain modéré, et fut élu dans trois départements :
- la Seine, le 30e sur 34, avec 110 228 voix (267 888 votants, 339 191 inscrits) ;
- Saône-et-Loire, le 12e sur 14, avec 70 163 voix (131 092 votants, 136 000 inscrits) ;
- Seine-et-Marne, le 7e sur 9, avec 35 020 voix (81 011 votants, 96 947 inscrits).

Il opta pour le département de Seine-et-Marne.
Ses anciens camarades du journal Le National l'associèrent au gouvernement provisoire. Armand Marrast effaça toute rancune avec ce trait d'esprit : « Bastide est étranger aux affaires, plaçons-le aux affaires étrangères ». Il fut nommé secrétaire général du ministère des Affaires étrangères le 28 février et lorsque la commission exécutive remplaça le gouvernement provisoire le 11 mai 1848, il devint titulaire du même ministère. Il y poursuivit la politique de Lamartine, recherchant l'entente avec l'Angleterre et l'Autriche et s’inquiétant des ambitions de la Prusse.

## Soutien de Cavaignac à partir de juin 1848
Le 23 juin, alors que commencent les Journées de Juin, une nouvelle révolte déclenchée par la fermeture des ateliers nationaux qui menace de submerger Paris, l'Assemblée nationale doit décider de l'état de siège. Bastide presse alors l'Assemblée de conclure : « Citoyens, je vous supplie de mettre un terme à vos délibérations, et de voter le plus tôt possible : dans une heure peut-être l'Hôtel de ville sera pris ». Le décret de mise en état de siège fut adopté par « assis et levé » à une très grande majorité. Le 24 juin, l'Assemblée nationale accorde tous les pouvoirs exécutifs au Général Cavaignac qui se voit contraint de réprimer brutalement la révolte.
Confirmé le 28 juin dans ses fonctions de ministre des affaires étrangères par Cavaignac, Bastide échangea, dès le lendemain, son portefeuille contre celui de la Marine. Puis il reprit les affaires étrangères, qu'il conserva jusqu'au 20 décembre 1848. En décembre 1848, après l'élection présidentielle où Louis-Napoléon Bonaparte balaye Cavaignac, il est remplacé par M. Édouard Drouyn de Lhuys.
À la chambre des députés, il fut fidèle à la ligne politique républicaine modérée de Cavaignac, et vota :
- le 26 août, pour les poursuites contre Louis Blanc et Marc Caussidière ;
- le 7 octobre, contre l'amendement Grévy sur la présidence (motion contre l'élection du président de la République au suffrage universel) ;
- le 25 novembre, pour l'ordre du jour en l'honneur de Cavaignac ;
- le 12 janvier 1849, contre la proposition Rateau, visant à dissoudre l'Assemblée nationale constituante ;
- le 1er février, contre l'amnistie ;
- le 16 avril, contre l'expédition de Rome (visant à officiellement à s'interposer entre les Républicains et les soutiens du Pape, et qui permettra finalement de rétablir l'autorité du Pape sur les États pontificaux)[1].

Battu aux élections législatives des 13 et 14 mai 1849, il se tient à l'écart de la politique jusqu'en 1857.
En 1857, il se présenta aux élections législatives dans le 7e arrondissement de Paris et obtint 3 607 voix comme candidat de l'opposition, contre 10 609 données au candidat officiel, M. Lanquetin, et 6 826 à un autre opposant, M. Darimon. Il ne réapparaîtra plus en politique après cette tentative de retour avortée, et se consacrera essentiellement à la rédaction d'ouvrages historiques.

## Œuvres
Jules Bastide a collaboré à divers journaux et revues, et écrit plusieurs livres :
- Croisades, satires légitimistes (en vers), Paris, 1835 (lire en ligne)
- Histoire de la Législative, Paris, J. Hetzel, 1846restée inachevée avec 6 volumes parus
- De l'éducation publique en France, Paris, J. Hetzel, Warnod et Cie, 1847
- La République française et l'Italie en 1848, récits, notes et documents diplomatiques, Bruxelles, J. Hetzel, 1858
- Les guerres de religion en France, Paris, 1859.

## Sources
- « Jules Bastide (homme politique, 1800-1879) », dans Adolphe Robert et Gaston Cougny, Dictionnaire des parlementaires français, Edgar Bourloton, 1889-1891 [détail de l’édition]

Cet article comprend des extraits du Dictionnaire Bouillet. Il est possible de supprimer cette indication, si le texte reflète le savoir actuel sur ce thème, si les sources sont citées, s'il satisfait aux exigences linguistiques actuelles et s'il ne contient pas de propos qui vont à l'encontre des règles de neutralité de Wikipédia.